# 豊田勝秋
豊田 勝秋（とよだ かつあき 1897年9月24日 - 1972年4月22日）は日本の工芸家、陶芸家、教育者。鋳造、金工の分野で足跡を残した。

## 経歴
1897年（明治30年）9月、福岡県久留米市に生まれる。1915年（大正4年）、福岡県立明善中学校を卒業し、東京美術学校鋳造科入学。1920年（大正9年）に卒業後、研究科に進む。研究科を修了後は、東京高等工芸学校金属工芸科の嘱託となり、1924年（大正13年）、同校助教授となる。
1927年（昭和2年）、帝展に出品して入選。1933年（昭和8年）、帝展に出品した「鋳銅広間用四方花さし」が特選となる。
1938年（昭和13年）、東京高等工芸学校教授に就任。1942年（昭和17年）、活動拠点を故郷である久留米市に移す。1948年（昭和23年）、筑後市に株式会社赤坂陶園を設立して陶器の制作を始める。1949年（昭和24年）、通産省技術庁工芸指導所九州支所長。1954年（昭和29年）、佐賀大学教育学部教授。
1965年（昭和40年）、鹿児島女子短期大学教授。1972年（昭和47年）年4月22日　東京都小平市昭和病院にて死去。葬儀は同年5月2日、明善同窓会と久留米連合文化会主催のもとに久留米市民会館で行なわれた。享年74。

## 受賞・受章
- 1957年（昭和32年） - 福岡県社会教育功労者
- 1969年（昭和44年） - 西日本文化賞
- 1970年（昭和45年） - 勲四等旭日小綬章